# Constantin Mătasă
Constantin Mătasă (n. 20 ianuarie 1878, Ceahlău, comuna Hangu, județul Neamț – d. 3 noiembrie 1971, Piatra-Neamț) a fost un istoric, preot și arheolog român.

## Viața și activitatea
Constantin Mătasă s-a născut la 20 ianuarie 1878 în satul Răpciuni (azi Ceahlău), comuna Hangu, Jud. Neamț.
În timpul activității arheologice a realizat săpături la Târgu Ocna și Frumușica, descoperind materiale încadrabile culturii Cucuteni. A fost, de asemenea, și directorul Muzeului Arheologic din Piatra Neamț între 1934-1971.
Primele două clase le face în satul natal, iar primul an de gimnaziu la Piatra-Neamț, continuându-l la Roman. În 1894 își continuă cursul superior la Seminarul „Veniamin” de la Iași. Este student al Facultății de Teologie a Universității București între anii 1900-1904, urmând și cursurile de istorie, logică și drept roman. În 1905 își susține lucrarea de licență Binele moral.
În 1901 se căsătorește cu Ana Constantiniu (decedată în 1959), fiica învățătorului din satul Mănăstirea Bistrița a județului Neamț, având împreună patru copii. Elena (Nuța), (1903-1994) a fost primul copil al familiei Mătasă și a fost membră a Uniunii Scriitorilor. Al doilea copil, Ionel (1905-1996) a fost inginer și director general al uzinelor „Malaxa” din București. În 1908 se naște al treilea membru al familiei, Neculai (Nicușor), care a fost licențiat în drept și a lucrat ca avocat la București. Acesta a decedat în anul 1994. Mezina familiei, Margareta se naște în 1910 însă, nu a trăit multă vreme, decedând la vârsta de 8 ani, în anul 1918.
Acesta înființează alături de generalul Gheorghe Dragu filiala locală a Caselor Naționale „Regina Maria” în 1919, iar cel din urmă (Constantin) a devenit secretar și președinte executiv al acesteia. Pe o perioadă de 22 de ani (1920-1942), preotul Constantin a fost și directorul Școlii de Cântăreți din Piatra Neamț.

## Activitatea în cadrul Bisericii
În 1905 este hirotonit diacon, mai târziu devenind preot la Mănăstirea Văratec. Timp de un deceniu (1905-1915) a fost paroh la biserica Mănăstirii Bistrița. Între 1907 și 1912 a fost preot confesor și conferențiar al închisorii care se alfa la incinta Mănăstirii Pângărați. Între 1909 și 1912 a fost și protoiereul județului Neamț.
După ce s-a mutat la Piatra-Neamț în 1915, a devenit preot ajutător, apoi paroh la Biserica Precista începând cu anul 1918. După 1920 a fost membru al Consistoriului Mitropolitan și al Consiliului Administrativ Bisericesc.

## Decesul
La 3 noiembrie 1971, Constantin Mătasă a încetat din viață la vârsta de 93 de ani. Locul său de veci este la cimitirul Eternitatea din Piatra-Neamț.

## Opera
Lucrări și articole publicate de Constantin Mătasă
- 1912 - Priviri și soluții în chestia țărănească și Preotul în fața datoriei de a lucra pentru ridicarea poporului, Piatra Neamț, Tipografia Gheorghiu
- 1934 - Călăuza Județului Neamț, Editura „Cartea Românească”,[1] lucrare premiată de Academia Română cu premiul Vasile Adamachi[3]
- 1938 - Palatul Cnejilor, Editura „Cartea Românească”, lucrare premiată de Academia Română[1] cu premiul Vasile Adamachi[3]
- 1940 - Cercetări din preistoria județului Neamț, în Buletinul Comisiei Monumentelor Istorice, 97, 1938
- 1941 - Deux stations à céramique peinte de Moldavie, în Dacia, VII-VIII
- 1943 - Câmpul lui Dragoș. Toponimie veche și actuală din județul Neamț, Editura „Casa Școalelor”
- 1955 - Șantierul arheologic Piatra-Neamț, în Studii și Cercetări de Istorie Veche, 6, nr. 3-4
- 1964 - Așezarea eneolitică Cucuteni B de la Podei-Tg. Ocna, în Arheologia Moldovei
- 1965 - Prin Moldova de sub munte, Editura „Uniunii de Cultură Fizică și Sport”

Între 1934 și 1936 a publicat în Anuarul Liceului „Petru Rareș” din Piatra Neamț următoarele articole: „Vânătorii Pietrei”, „Ținutul Neamț cu 100 de ani în urmă” și „Sate, biserici și boieri la anul 1428 în județul Neamț”.

## Medalii, premii, titluri onorifice
Distincții:
- 1922 - „Steaua României în grad de cavaler”
- 1923 - „Răsplata Muncii pentru Biserică”
- 1926 - „Steaua României în grad de Ofițer” și „Răsplata Muncii pentru construcții școlare”
- 1943 - Ordinul Meritul Cultural, în gradul de Cavaler cl. II, pentru biserică[4]
- 1955 - „Medalia Muncii”
- 1957 - Ordinul Muncii clasa a II-a „pentru merite deosebite în activitatea artistică”[5]
- 1964 - „Medalia a XX–a aniversare a eliberării patriei de sub jugul fascist”
- 1967 - „Ordinul Meritul Cultural” clasa a III-a